# Ryan Seaman
Ryan Eric Seaman (Oxnard, 23 de setembro de 1983), mais conhecido como Ryan Seaman, é um músico americano, ele é ex-baterista e backing vocal da banda Falling in Reverse. Ele também foi baterista das bandas I Am Ghost e The Bigger Lights.

## História
Em 2001, Ryan tocou guitarra em uma banda pequena chamada "The Flare", que mais tarde foi descoberto pela Disney, que comprou duas das canções de bandas, e teve a chance de aparecer em um filme feito para a TV chamado "The Poof Point (TV)". Em 2002, Ryan teve sua primeira oportunidade de tocar na Vans Warped Tour em 2002 com a banda de Albuquerque NM, chamada The Eyeliners.[carece de fontes?]
Em 2005, Ryan se juntou à banda de post-hardcore I Am Ghost,e gravou algumas músicas para seu álbum de estréia,  Lovers' Requiem , lançado em 2006. Em abril de 2009, ele entrou para a banda de pop rock The Bigger Lights, participando de dois álbuns e um EP, porém deixou a banda em maio de 2011. Ele também participou como baterista em turnês, com artistas e bandas como Fairview, Kiev, Jeffree Star, Electric Valentine, The Brobecks, Madcap, Love Equals Death, Good Knives, Vanna, Kill Paradise, My Favorite Highway, William Tell, Kaitee Page, Alexa Wilkinson, The Eyeliners, e Aiden.
No final de maio de 2011, Seaman entrou oficialmente na banda de post-hardcore, Falling in Reverse, substitui o baterista Scott Gee. A banda lançou seu primeiro álbum, The Drug In Me Is You em 26 de julho, embora no álbum seu nome aparece nos créditos, ele não participou na gravação do álbum na época. Apesar disso Ryan apareceu em muitos nos videos "The Drug In Me Is You", " I'm Not a Vampire", "Raised By Wolves" e "Good Girls, Bad Guys".
Em 2016, Ryan foi convidado por Dallon Weekes (ex-baixista de Panic! At The Disco) para fazer parte de sua banda, chamada I Don't Know How But They Found Me. A banda lançou sua primeira canção gravada em estúdio, chamada Modern Day Cain, no dia 8 de agosto de 2017.  Em setembro de 2023, Dallon fez um anúncio através das redes sociais da banda anunciando a saída de Ryan, citando uma "série de confianças quebradas" como a razão da separação.

## Discografia

### I Am Ghost
- Lovers' Requiem (2006)

### The Bigger Lights
- The Bigger Lights (2010)
- Battle Hymn (2011)

### Falling in Reverse
- The Drug In Me Is You (2011)
- Fashionably Late (2013)
- Just Like You (2015)

### I Don't Know How But They Found Me
- Modern Day Cain (2017)
- Choke (2017)
- Nobody Likes The Opening Band (2018)
- Do It All The Time (2018)
- Bleed Magic (2018)
- 1981 Extended Play (2018)
- Choke (Acoustic) (2019)
- Leave Me Alone (2020)